# Stazione di Preganziol
Stazione di Preganziol vasútállomás Olaszországban, Veneto régióban, Preganziol településen.

## Vasútvonalak
Az állomást az alábbi vasútvonalak érintik:
- Velence–Udine-vasútvonal

## Kapcsolódó állomások
A vasútállomáshoz az alábbi állomások vannak a legközelebb: 
- Stazione di San Trovaso (Stazione di Udine)
- Stazione di Mogliano Veneto (Stazione di Venezia Santa Lucia)